# Lake Eungella
Der Lake Eungella ist ein See im Osten des australischen Bundesstaates Queensland. 
Der See liegt am Oberlauf des Broken River in der Broken River Range, ca. 130 km südlich von Bowen und ca. 80 km westlich von Mackay.